# Longecourt-lès-Culêtre
Longecourt-lès-Culêtre – miejscowość i gmina we Francji, w regionie Burgundia-Franche-Comté, w departamencie Côte-d’Or.
Według danych na rok 1990 gminę zamieszkiwało 57 osób, a gęstość zaludnienia wynosiła 13 osób/km² (wśród 2044 gmin Burgundii Longecourt-lès-Culêtre plasuje się na 853. miejscu pod względem liczby ludności, natomiast pod względem powierzchni na miejscu 1272.).